# نيك بف
نيك بف (بالفرنسية: Nick Pugh)‏ هو فنان فرنسي، ولد في 15 يناير 1967.

## روابط خارجية
- نيك بف على موقع IMDb (الإنجليزية)